# Curt Liebich
Curt Liebich (* 17. November 1868 in Wesel; † 12. Dezember 1937 in Gutach (Schwarzwaldbahn)) war ein deutscher Bildhauer, Maler und Grafiker.

## Leben
Liebich studierte an der Kunstakademie Dresden und an der Berliner Kunstakademie, in Berlin vor allem in der Modellierklasse von Albert Wolff. Im Jahre 1890 wechselte er an die Großherzoglich Sächsische Kunstschule Weimar, an der auch der Schwarzwaldmaler Wilhelm Hasemann studiert hatte. 1891 besuchte er Hasemann in Gutach, um ihm Grüße des Großherzogs Alexander und anderer Weimarer Bekannten auszurichten, lernte dabei Hasemanns Schwägerin Antonie Lichtenberg (1873–1919) kennen, die er 1896 heiratete. Im selben Jahr ließ er sich in Gutach nieder. Nach dem frühen Tod seiner ersten Frau heiratete Liebich deren jüngere Schwester Emma (1877–1969). Seine Malerei befasste sich vor allem mit dem ländlichen und dörflichen Leben im Gutachtal. Durch seine Ansichtskartenmotive trug er dazu bei, den Bollenhut und das traditionelle Bauernhaus des Schwarzwalds international bekannt zu machen. Als Illustrator entwarf er Vignetten und Titelblätter für Bücher und Zeitschriften sowie Werbegrafik, vor allem für den Stuttgarter Verlag R. Bong. Mit Hasemann gilt er als Mitbegründer der Gutacher Malerkolonie.
Im Dezember 1917 verlieh der badische Großherzog Friedrich II. Liebich den Ehrentitel Professor.
Liebich wurde 1923 von der Gemeinde Gutach mit der Ehrenbürgerwürde ausgezeichnet. 1933 entwarf er die Gutacher Ehrenbürger-Urkunden für Gauleiter Robert Wagner und Reichskanzler Adolf Hitler.
Im Jahre 1937 erhielt Liebich eine Spende über 200 Reichsmark aus der „Dr. Joseph-Goebbels-Stiftung Künstlerdank“. Den Antrag dazu stellte der Gutacher Bürgermeister Georg Wöhrle. Neben Liebichs großen Verdiensten als „schöpferischer Darsteller unserer engeren Schwarzwaldheimat“ hob er besonders dessen Leistungen als Bildhauer hervor. Der badische NS-Landeskulturwalter der Reichskulturkammer, Adolf Schmid, unterstützte den Antrag und betonte, dass Liebichs künstlerische Fähigkeiten auf dem Gebiete der Malerei „ordentlich“ seien, aber in der Bildhauerei „nur mäßig“. Politisch sei jedoch „gegen Herrn Liebich nichts einzuwenden“. Wenige Monate nach dem Erhalt der Spende über 200 Reichsmark starb Liebich im Alter von 69 Jahren. 1938 wandte sich Bürgermeister Wöhrle abermals an die Stiftung Künstlerdank, um eine regelmäßige Zahlung für Liebichs Witwe Emma zu erreichen. In einer Stellungnahme dazu betonte der Gutacher NSDAP-Ortsgruppenleiter Kanzler, dass Liebich zwar nicht der NSDAP angehörte, aber „deren Bestrebungen, soweit ihm dies infolge seines Alters und seines Leidens möglich war, gefördert und unterstützt“ habe. Der Gutacher Ortsamtsleiter der NS-Volkswohlfahrt bestätigte, dass Liebich von 1934 bis 1937 Mitglied der NS-Volkswohlfahrt gewesen sei. Die „Stiftung Künstlerdank“ bewilligte schließlich bis 1943 eine vierteljährliche Zahlung von 195 Reichsmark an Emma Liebich wegen ihrer besonderen Notlage. 
Im September 2005 eröffnete in Gutach das Kunstmuseum Hasemann-Liebich mit Werken der beiden Schwarzwaldmaler.

## Werk

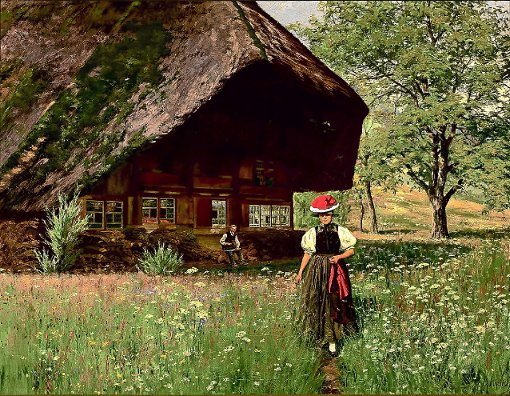
Gemälde Laublehof

### Denkmäler für die Gefallenen des Ersten Weltkriegs

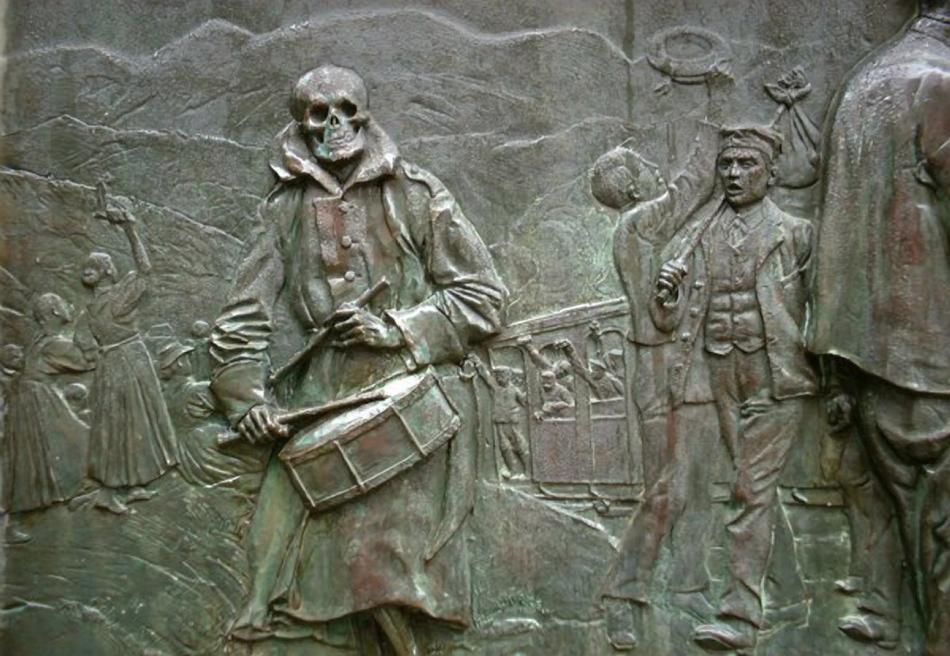
Relief am Kriegerdenkmal in Gutach (Tod als Trommler)

- Dunningen, 1927
- Geisingen, 1931
- Gutach (Schwarzwaldbahn), 1923
- Laufenburg, 1928
- Meißenheim, 1930
- Hornberg-Reichenbach, 1930
- Rhina am Oberrhein, 1927
- Schapbach, 1928

### Buchillustrationen (Auswahl)
- Brüder Grimm: Tischlein deck dich und andere Märchen (Leipzig: Abel & Müller, 1925)
- Brüder Grimm: Sneewittchen und andere Märchen (Leipzig: Abel & Müller, 1925)
- Brüder Grimm: Rotkäppchen und andere Märchen (Leipzig: Abel & Müller, 1925)
- Brüder Grimm: Kinder- und Hausmärchen (Leipzig: Abel & Müller, 1925)
- Brüder Grimm: Hans im Glück und andere Märchen (Leipzig: Abel & Müller, 1925)
- Brüder Grimm: Hänsel und Gretel und andere Märchen (Leipzig: Abel & Müller, 1925)
- Brüder Grimm: Frau Holle und andere Märchen (Leipzig: Abel & Müller, 1925)
- Brüder Grimm: Dornröschen und andere Märchen (Leipzig: Abel & Müller, 1925)
- Brüder Grimm: Aschenputtel und andere Märchen (Leipzig: Abel & Müller, 1925)